# Richard Gaffin
Richard Gaffin är en amerikansk kalvinistisk teolog, presbyteriansk predikant och Charles Krahe professor i biblisk och systematisk teologi vid Westminster Theological Seminary i Philadelphia, Pennsylvania, USA.